# Cheeburger Cheeburger
Cheeburger Cheeburger é uma cadeia de restaurantes Fast casual ao estilo dos anos 50, especializada em cheeseburgers, batatas fritas, anéis de cebola e batidos. A cadeia está sediada em Fort Myers, Flórida. A partir de 2023, a Cheeburger Cheeburger tem três locais nos Estados Unidos e um local na Arábia Saudita.

## História
Bruce Zicari abriu o primeiro Cheeburger Cheeburger em Sanibel, Flórida, em 1986. O restaurante recebeu o nome da pronúncia de John Belushi de cheeseburger como “cheeburger” num sketch do Saturday Night Live no fictício Olympia Café.
O primeiro local internacional abriu no Kuwait, mas entretanto fechou.
Em novembro de 2017, o Cheeburger Cheeburger foi adquirido pelo Premier Restaurant Group.
Em 2022, o restaurante Cheeburger Cheeburger original, situado em Sanibel, foi gravemente danificado pelo Furacão Ian.
Vários locais fecharam nos últimos anos. A cadeia tem uma localização cada nos aeroportos de Orlando, Flórida e Richmond, Virgínia. A localização original em Sanibel Island e a localização em Riade são os únicos restaurantes independentes ainda em atividade.

## Questões legais
Quando o Cheeburger Cheeburger abriu um restaurante em Glenview, Illinois, foi processado pelo Billy Goat Tavern, que tinha servido de inspiração para a paródia original do Olympia Café do Saturday Night Live. Chegou-se a um acordo extrajudicial em que o restaurante mudou o nome do estabelecimento de Glenview para simplesmente Cheeburger e concordou em não abrir outro restaurante num raio de 200 km (125 milhas) do centro de Chicago.